# Pho Proeung
Pho Proeung (tiếng Khmer: ផូ ព្រឿង; 1903 – 1975) là Thủ tướng Campuchia từ năm 1960 đến năm 1961. Ông là Bộ trưởng Bộ Tài chính năm 1955. Con trai của Pho Proeung là Pho Sonthmony. Ông là cựu Công binh Quân đội Hoàng gia Campuchia đã thành hôn với Neak No, con gái của công chúa Sisowath Sakethan. Công chúa Sisowath Sakethan là một trong bảy người con gái của vương tử thứ mười một của vua Sisowath là Sisowath Duong-Lakhana sinh năm 1876.